# Hamebacija
Hamebacija (lat. Chamaebatia), biljni rod grmova iz porodice ružovki rasprostranjen po sjevernoj hemisferi Sjeverne Amerike, Kalifornija i Baja California Norte. Rod je opisan u  Pl. Hartw.: 308 (1849).

## Opis
To su zimzeleni aromatični grmovi endemični za Kaliforniju, gdje je nazivaju “mountain misery”. Sjeverna vrsta Chamaebatia foliolosa, raste samo na zapadnoj strani planina Sierra Nevada na visinama između dva i sedam tisuća stopa. Cvate od svibnja do lipnja. Ima sitne bijele cvjetove sa jarko žutim prašnicima u sredini i pokriva golema područja pod borovima Pinus jeffreyi, Pinus ponderosa, duglazijom, manzanitom, “pacifičkim drijenom” (Cornus nuttallii) i Calocedrusom. “Mountain misery” u proljeće usisava vlagu iz zemlje pa sadnice drveća ne mogu rasti, a ipak je vrlo važan selektivni agens u izgradnji zdravih šuma. Osigurava da su sadnice drveća dobro razmaknute kako bi se mogle razvijati, a ne da u gužvi da bi postanu slabe mladice. Upravitelji šuma su u dilemi: s jedne strane ova vrsta onemogućuje rast sadnica crnogorice; s druge strane, djeluje kao odličan stabilizator nagiba. Njegovi se rizomi šire pod zemljom do pet stopa duboko i izmjereni su do 82 stope. Zbog svojih žilavih rizoma, može držati cijele padine na mjestu i spriječiti eroziju tijekom jakih kiša. Ovo je posebno važno nakon šumskog požara, kada je velik dio vegetacije izgorjeo, ostavljajući padine osjetljive na klizišta. Oporavak ove vrste nakon požara je izuzetnobrz. Ponovno izraste u samo tri godine nakon šumskog požara koji je uništio vrh i sprječava otjecanje i klizišta. Raste prirodno u okruženjima prilagođenim divljim požarima, uključena je u prizemne požare koji pomažu u održavanju šume čistim od grmlja i zapaljivog otpada.

## Ljekovitost
Indijanci Miwok od njega su pripremali čaj koji se uzimao za reumu, prehladu, vodene kozice i druge bolesti.

## Vrste
1. Chamaebatia australis (Brandegee) Abrams
2. Chamaebatia foliolosa Benth.

## Sinonimi
Nema.